# Гончаренко, Иван Иванович
Иван Иванович Гончаренко (20 мая 1923, дер. Марусовка, Ольховатский район — 4 июля 2016, Смоленск) — советский военный лётчик и военачальник, генерал-лейтенант авиации. Участник Великой Отечественной войны, заслуженный военный лётчик СССР.

## Биография
Родился 20 мая 1923 года в деревне Марусовка (ныне — Ольховатский район Воронежской области). 
В 1941 году призван на службу в Рабоче-Крестьянскую Красную Армию. 
В 1943 году Гончаренко окончил Чкаловскую военную авиационную школу лётчиков, после чего служил лётчиком-инструктором школы пилотов.
С декабря 1944 года — в действующей армии, участвовал в боях Великой Отечественной войны, будучи лётчиком 141-го гвардейского штурмового авиационного полка 1-го Украинского фронта. С марта 1945 года служил лётчиком-инструктором в Балашовском военном авиационном училище. 
В послевоенное время служил на военно-политических и командных должностях в различных авиационных частях. В 1956 году окончил Военно-политическую академию.
В 1968-1969 — командир 73 тяжелой бомбардировочной авиационной дивизии в гарнизоне Украинка Амурской области. В 1972—1975 годах командовал 6-м отдельным тяжелобомбардировочным корпусом, штаб которого располагался в Смоленске. В 1975—1980 годах командовал оперативной группой войск Дальней авиации в Арктике.
После увольнения в запас в звании генерал-лейтенанта авиации Гончаренко проживал в Смоленске, работал заместителем председателя Смоленского областного отделения Всероссийского общества охраны памятников истории и культуры.
Скончался 4 июля 2016 года. Похоронен на Одинцовском кладбище Смоленска.

## Награды и звания
Заслуженный военный лётчик СССР (1973).
Награждён орденами Октябрьской Революции, Красного Знамени, Отечественной войны 1-й и 2-й степеней, двумя орденами Красной Звезды, рядом медалей.